# 大和田町 (八王子市)
大和田町（おおわだまち）は、東京都八王子市の地名である。現行行政町名は大和田町一丁目から大和田町七丁目。住居表示実施済み区域。郵便番号は192-0045（八王子郵便局管区）。

## 地理
八王子市の東部・浅川の北岸に位置し、南東部で日野市と接する。東で石川町・高倉町、日野市旭が丘・西平山、西で暁町、南で北野町・明神町・元横山町、北 - 大谷町・富士見町と隣接する。東西を甲州街道、南北を国道16号八王子バイパスが走り、中央の大和田町4丁目交差点で立体交差する。元々は水田地帯であったが、1950年代以降は市営住宅建設などにより、住宅地に様変わりしている。

### 河川
- 浅川

### 地価
住宅地の地価は、2014年（平成26年）1月1日の公示地価によれば、大和田町4-8-8の地点で15万6000円/m2となっている。

## 歴史

### 沿革
- 1943年（昭和18年） - 小宮町大字大和田が大和田町として分離。
- 1974年（昭和49年） - 大和田町（現在の大和田町一丁目・七丁目を除く）・明神町・元横山町の各一部地域の住居表示を実施するとともに、これらの地域を再編し大和田町が成立。また、大和田町の一部を富士見町に編入。
- 1977年（昭和52年） - 住居表示未実施だった大和田町（丁目なし）を大和田町七丁目に編入。中野町の一部を大和田町七丁目に編入。
  - 1982年（昭和57年） - 大和田町一丁目の住居表示を実施、北野町の一部を編入。一部を暁町1丁目に編入。

## 世帯数と人口
2025年（令和7年）6月30日現在の世帯数と人口は以下の通りである。
| 丁目           | 世帯数    | 人口     |
| -------------- | --------- | -------- |
| 大和田町一丁目 | 1,917世帯 | 3,534人  |
| 大和田町二丁目 | 682世帯   | 1,449人  |
| 大和田町三丁目 | 1,319世帯 | 2,480人  |
| 大和田町四丁目 | 700世帯   | 1,291人  |
| 大和田町五丁目 | 1,329世帯 | 2,450人  |
| 大和田町六丁目 | 1,664世帯 | 3,206人  |
| 大和田町七丁目 | 1,067世帯 | 1,963人  |
| 計             | 8,678世帯 | 16,373人 |

## 小・中学校の学区
市立小・中学校に通う場合、学区は以下の通りとなる。
| 丁目           | 番地                                                   | 小学校                 | 中学校                     | 通学許可校           |
| -------------- | ------------------------------------------------------ | ---------------------- | -------------------------- | -------------------- |
| 大和田町一丁目 | 1番 2番（南原台団地） 3番                              | 八王子市立高倉小学校   | 八王子市立第一中学校       |                      |
| 大和田町一丁目 | その他                                                 | 八王子市立大和田小学校 | 八王子市立第一中学校       | 八王子市立高倉小学校 |
| 大和田町二丁目 | 全域                                                   | 八王子市立大和田小学校 | 八王子市立第一中学校       |                      |
| 大和田町三丁目 | 1〜12番                                                | 八王子市立大和田小学校 | 八王子市立第一中学校       |                      |
| 大和田町三丁目 | その他                                                 | 八王子市立第十小学校   | 八王子市立第一中学校       |                      |
| 大和田町四丁目 | 全域                                                   | 八王子市立大和田小学校 | 八王子市立第一中学校       |                      |
| 大和田町五丁目 | 1番、10〜11番 16〜19番、24〜25番 30番21〜35号 31〜40番 | 八王子市立大和田小学校 | 八王子市立第一中学校       |                      |
| 大和田町五丁目 | その他                                                 | 八王子市立第十小学校   | 八王子市立第一中学校       |                      |
| 大和田町六丁目 | 全域                                                   | 八王子市立第十小学校   | 八王子市立ひよどり山中学校 |                      |
| 大和田町七丁目 | 全域                                                   | 八王子市立第十小学校   | 八王子市立ひよどり山中学校 |                      |

## 交通

### 道路・橋梁
- 国道16号（八王子バイパス）
- 国道20号（甲州街道）
- 東京都道155号町田平山八王子線
- 東京都道166号瑞穂あきる野八王子線
- 新浅川橋・大和田橋・浅川大橋（浅川）

### 路線バス
- 京王電鉄バス
  - 日野駅・豊田駅〜大和田〜八王子駅
- 西東京バス
  - 八王子駅・京王八王子駅〜大和田〜東海大学八王子病院・宇津木台・日野駅

## 施設
行政
- 国土交通省相武国道事務所（四丁目）

教育
- 南原台保育園（一丁目）
- 八王子市立大和田小学校（四丁目）
- 八王子市立第十小学校（七丁目）

郵便局
- 八王子郵便局（七丁目）
- 八王子大和田郵便局（三丁目）

商業
- AOKI八王子大和田店（二丁目）
- エコタウン八王子大和田店（五丁目）
- ムラウチホビー八王子店（五丁目）
- ホテルニューグランド（六丁目）

公園・神社・寺院
- 北大和田緑地（四丁目）
- 関根神社（一丁目）
- 日枝神社（四丁目）
- 八幡神社（五丁目）
- 御嶽神社（六丁目）
- 大泉寺（七丁目）